# 삼성 갤럭시 유로파
삼성 갤럭시 유로파(Samsung Galaxy Europa, Samsung i5500) 혹은 삼성 갤럭시 5는 삼성전자가 제조/판매하는 안드로이드 스마트폰이다. 2010년 8월에 출시했다.

## 같이 보기
- 삼성 갤럭시 아폴로